# Continental Micronesia
Continental Micronesia était une compagnie aérienne américaine qui desservait la Micronésie. C'est au départ une filiale de Continental Airlines et elle partage désormais le Code AITA de sa maison-mère (auparavant CS). Elle fait partie d'United Airlines depuis mars 2012.
Elle desservait 22 destinations dans la région Asie-Pacifique. Elle employait 2 000 personnes et disposait de 24 jets dans sa flotte. Son quartier général est à Guam (aéroport international Antonio-B.-Won-Pat de Guam). Elle a été fondée en 1968, comme Air Micronesia, à l'occasion de la guerre du Viêt Nam, d'où son callsign d’Air Mike.

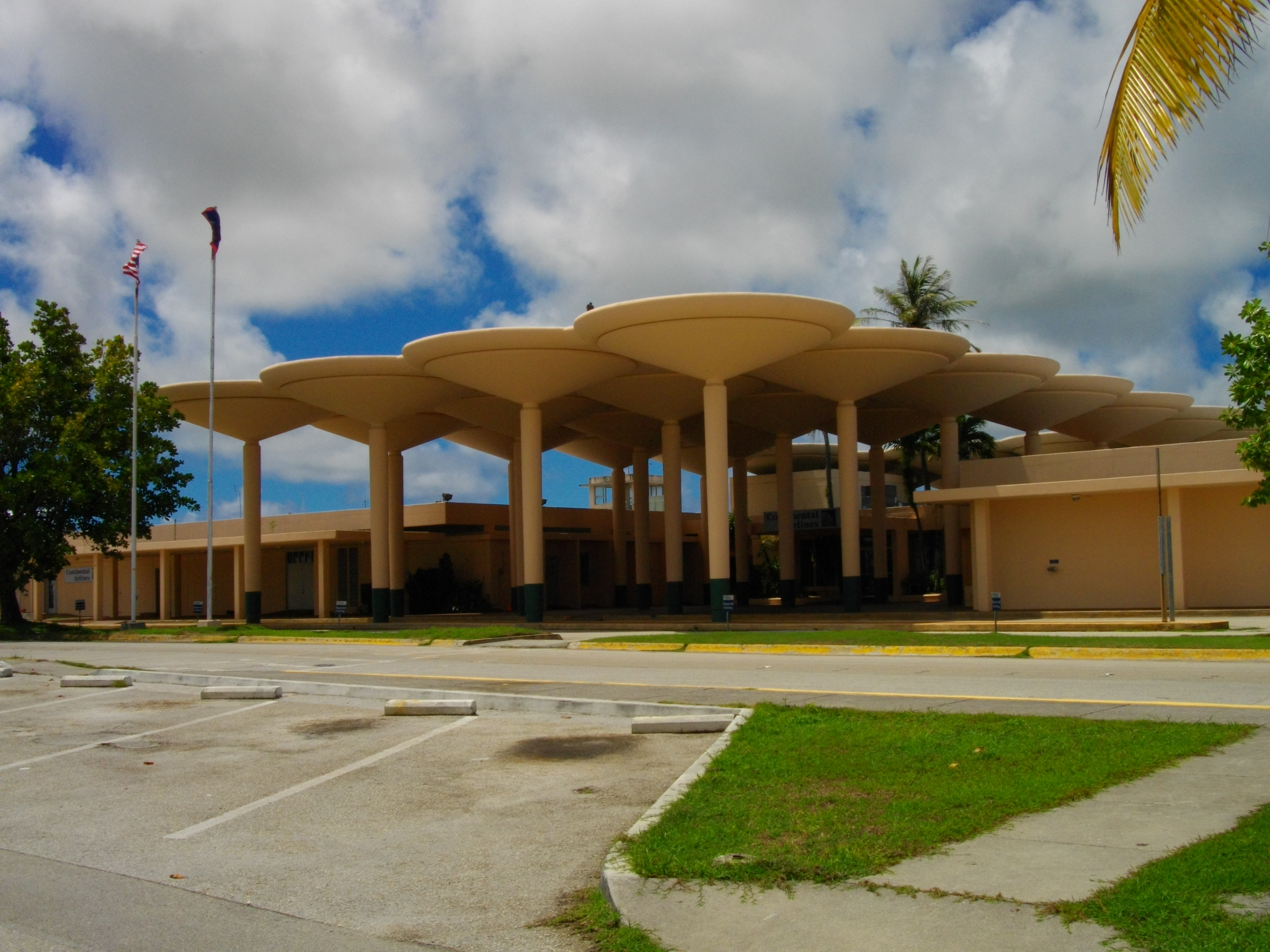
Le siège de Continental Micronesia.